# Spam.art.pl
spam.art.pl – internetowe pismo o sztuce wydawane przez Stowarzyszenie Fort Sztuki od 2002 roku; redaktorem był krytyk sztuki Łukasz Guzek (ur. 1962).

## Historia
Początki portalu sięgają 2000 roku, kiedy Łukasz Guzek i Efka Szczyrek z pomocą techniczną ze strony Jacka Rogowskiego i Jacka Judy realizowali w Krakowie internetowy projekt Cafe9 (w ramach 9 miast – Stolic Kultury Europejskiej roku 2000). Projekt Cafe9 składał się z net artowych prac takich artystów, jak Artur Tajber, Marek Chołoniewski, Anna Janczyszyn, Barbara Maroń, Efka Szczyrek, i był dostępny w sieci dla wszystkich oraz prezentowany na jednym komputerze w księgarni przy galerii Bunkier Sztuki. Projekt ten zakończył się wiosną 2001 roku. Spam.art.pl jest kontynuacją Cafe9. Założyli go Łukasz Guzek, Efka Szczyrek i Mariusz Krzysztofik (administrator i informatyk). Efka Szczyrek prowadziła projekt grzenda.pl, również wyrastający z Cafe9 i do 2004 roku realizowany w spam.art.pl.
Portal był miejscem otwartym na różnego rodzaju teksty: komentarze odnoszące się do wydarzeń artystycznych i polityczno-artystycznych. Zajmował się krytyką sztuki, omawiał wybrane zjawiska sztuki współczesnej i sylwetki i działania artystów. Dużo tekstów spam.art.pl poświęcał sztuce akcji, performance, sztuce konceptualnej, sztuce instalacji, multimediów. Zgodnie z ideą „kultury mamy tyle, ile sami sobie stworzymy” spam.art.pl był przestrzenią wypowiedzi dla wszystkich zainteresowanych sztuką i jej rozwojem.
Na stronie znajdowały się m.in. aktualizowana rubryka News, nieregularnik ArtInfo – contemporary art online, gdzie zamieszczane były teksty krytyczne, eseje, impresje o sztuce, recenzje i foto-recenzje (od 10.04.2002 – do 11.10.2006 ukazało się 76 edycji, potem portal przeszedł na system dodawania poszczególnych tekstów); Spaminterview, strona z wywiadami. Spam.art.pl prowadził podstronę na temat procesu Doroty Nieznalskiej (sprawa Pasji), a także Swidzinski Studies (poświęconą Janowi Świdzińskiemu i sztuce kontekstualnej, wraz z archiwum tekstów Jana Swidzińskiego i innych autorów zajmujących się teorią konceptualną), Żywa galeria (sieć galerii, tzw. „miejsc sprzyjających” – w domyśle sztuce – lista jest aktualizowana), Archiwum Cenzury Sztuki Współczesnej w Polsce i inne projekty realzowane i współrealizowane przez spam.art.pl, bądź takie z których ideami i autorami portal sympatyzował.
W Archiwum projektów znajdowały się linki do stron innych projektów już zakończonych: OMS,  StopLPR, Zasiejemy ziarno w ASP, Enwelopki, Korol-Obrazy, Judasze, Borsuk Journey, The Love Project, Z Łodzi do Paryża, Układanka, Cafe9, Jaro Gawlik – śmietnik.
W spam.art.pl była także aktualizowana lista mailingowa performerów polskich wraz z poradnikiem organizatora festiwalu sztuki performance autorstwa Władysława Kaźmierczaka.
Spam.art.pl publikował zarówno teksty uznanych krytyków i krytyczek, np. Moniki Branickiej (ur. 1974) czy Joanny Zielińskiej (ur. 1976), które publikowały tam w początkowej fazie działalności pisma, jak i umożliwiał debiut początkującym. m.in.: Agata Rogoś (ur. 1980). Z pismem współpracowali m.in.: Agnieszka Okrzeja, Ania Syczewska, Katarzyna Urbańska, Anna Bartosiewicz, Magda Komborska, Adam Fuss, czy Anka Leśniak, Agnieszka Kulazińska, Karolina Jabłońska tworzące portal lodz-art.pl.